# هاري أرمسترونغ (سياسي)
هاري أرمسترونغ (بالإنجليزية: Harry Armstrong)‏ هو سياسي أمريكي، ولد في 15 أكتوبر 1915 في مقاطعة هوكنغ في الولايات المتحدة، وتوفي في 28 أبريل 2011 في لوغان في الولايات المتحدة. حزبياً، نشط في الحزب الجمهوري.